# Papyrus 86

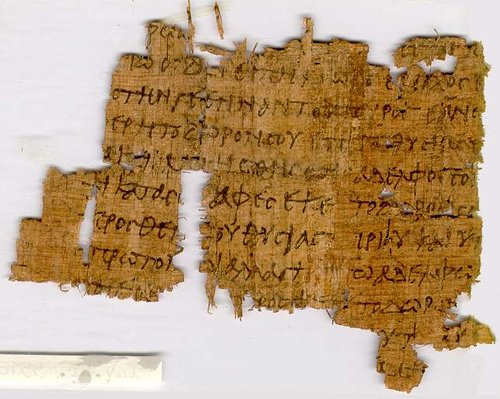
Papyrus 86 verso: Matt 5:22-25

Papyrus 86 (nummering volgens Gregory-Aland), of {\displaystyle {\mathfrak {P}}}86, is een oud, Grieks handschrift op papyrus van het Nieuwe Testament. Het bevat de tekst van Matteüs 5:13-16; 5:22-25. Op grond van schrifttype is het gedateerd als 4e-eeuws.
Het wordt bewaard in het Institut für Altertumskunde van de Universiteit van Keulen (P. Col. theol. 5516) in Keulen.

## Tekst
De Griekse tekst van deze codex is een vertegenwoordiger van de Alexandrijnse tekst. Aland plaatst het in Categorie II. omdat het een paar keer een afwijkende tekst heeft.